# آير فورس إيمي
ديان سالينجر (بالإنجليزية: Deanne Salinger)، المعروفة باسمها المهني إير فورس آيمي، (5 أغسطس عام 1965 -)، هي ممثلة أمريكية في مجال البالغين، وعارضة أزياء إثارة، وعاملة جنس مرخّصة، وظهرت في عدة برامج لتلفزيون الواقع. وُصفت من قبل قناة  إم إس إن بي سي بأنها "أسطورة حيّة في عالم صناعة الجنس".

## المسيرة المهنية

### من الناحية القانونية
قبل ثلاثة أشهر من خروجها من القوات الجوية الأمريكية في عام 1990، تقدمت بطلب لإقامة بيت دعارة في مزرعة دجاج قرببة من ولاية نيفادا ثم عملت بشكل مستمر وقانوني (حاصلة على رخصة لامتهان الدعارة) في مختلف بيوت الدعارة القانونية الموجودة في ولاية نيفادا. عادت بعد ذلك إلى مزرعة الدجاج التي تملكها وعملت فيها في الفترة ما بين 1994 حتى 1997 حيث كانت تعمل على تجهيزها وتوسيعها من أجل استقبال العاهرات من جهة والزوار من جهة ثانية، لكن مشروعها لم يكتمل حيث سرعان ما حولت مزرعتها إلى مكان لتربية الأرانب وذلك بحلول عام 2000.
بغض النظر عن كون ديان تعمل كعاهرة مرخص لها؛ فهي تشتغل كمقاولة مستقلة وكل الأرباح التي تجنيها من هذه المهنة تستغلها في عملها الرسمي الذي هو الدعارة. ويُشار إلى أن ديان تجني ما ببن 10.000 حتى 50.000 دولار أمريكي في الشهر الواحد.

### السينما والتلفزيون والأفلام الوثائقية
ظهرت إيمي في فيلم إباحي حمل عنوان المثلية التي ستسقط في بينيرانش (بالإنجليزية: Lesbian Ho'Down at the Bunnyranch) والذي صدر عام 2000 للمخرج رون جيريمي.

### الأفلام الوثائقية
ظهرت إيمي في سلسلة أفلام وثائقية أخرجتها شركة إتش بي أو (مخرجة المسلسل الشهير صراع العروش)، حيث مثلت في الفيلم الوثائقي الأول والذي حمل عنوان الدعارة (صدر عام 2002) ثم ظهرت في جزئه الثاتي تحت عنوان الدعارة 2 (صدر عام 2003) ثم في الدعارة: سلسلة (صدر عام 2005).
أُطلق عليها العديد من الألقاب خلال عملها في مزرعة الأرانب؛ حيث سُميت بـ «سيدة اللعبة» وكذلك بـ «الرابحة في كل وقت».
تأثير إيمي امتد بشكل كبير حيث تم تصوير حلقة من مسلسل تحت عنوان «إنها لعبة» (صدرت الحلقة عام (2005) وكانت تتحدث عن شخصيتها بشكل مباشر. كما ظهرت في عام 2004 في البرنامج التلفزيوني الذي عُرض على بي بي سي وحمل عنون دعارةحيث ناقشت فيه هذا الموضوع وكيف فضلت العمل في هذا المجال بعدما كانت تعمل في صفوف القوات الجوية. وفي عام 2005 صدر وثائقي يحكي عنها بعنوان بورن ستار بيتس.

## وصلات خارجية
آير فورس إيمي على موقع IMDb (الإنجليزية)
- آير فورس إيمي على موقع إن إن دي بي (الإنجليزية)
- آير فورس إيمي على موقع قاعدة بيانات الفيلم (الإنجليزية)
- آير فورس إيمي على موقع كينوبويسك (الروسية)